# Søren Hammerlund
Søren Hammerlund er en dansk musiker og multiinstrumentalist, der har været med i en række forskellige musikgrupper, der fortrinsvist har spillet middelalder- og folkemusik. Dette tæller Virelai, Asynje og Valravn. Hammerlund spiller en række forskellige instrumenter heriblandt drejelire, mandola og nøgleharpe.
I 2017 var Hammerlund med til arrangere en folkemusikfestival i Almindingen på Bornholm.
Hammerlund er vokset op på Amager.

## Diskografi

### Med Virelai
- 2001 Danser duggen af jorden
- 2006 Havmandens kys
- 2011 Fra bølger og bjerge
- 2014 I danser vel

### Asynje
- 2004 Asynje (EP)
- 2011 Genkaldt
- 2014 Færd
- 2015 Galdr

### Med Valravn
- 2007 Valravn
- 2009 Koder på snor
- 2011 Re-Cod3d

### Gæsteoptræden
- 2003 Månemælk (drejelire på nummeret "Ræven")